# جوان آرنوت
جوان آرنوت هي كاتِبة وكاتبة للأطفال وشاعرة كندية، ولدت في 16 ديسمبر 1960 في وينيبيغ في كندا.